# Tritonoturris scalaris
Tritonoturris scalaris is een slakkensoort uit de familie van de Raphitomidae.
De wetenschappelijke naam van de soort is voor het eerst geldig gepubliceerd in 1843 door Hinds